# Эльцах
Эльцах (нем. Elzach) — город в Германии, в земле Баден-Вюртемберг.
Подчинён административному округу Фрайбург. Входит в состав района Эммендинген. Население составляет 6950 человек (на 31 декабря 2010 года). Занимает площадь 75,28 км². Официальный код — 08 3 16 010.